# لويز ألبرتو دياز مينيزيس
لويز ألبرتو دياز مينيزيس (بالبرتغالية: Luiz Alberto Dias Menezes Filho‏) هو جيولوجي برازيلي، ولد في 5 أكتوبر 1950 في ساو باولو في البرازيل، وتوفي في 9 يوليو 2014.

## وصلات خارجية
- الموقع الرسمي